# Ann Fleming
Ann Geraldine Mary Fleming, cuyo apellido de soltera era Charteris (Londres, Reino Unido, 19 de junio de 1913-Sevenhampton, Reino Unido, 12 de julio de 1981), fue miembro de la alta sociedad británica. Estuvo casada con lord O'Neill, aristócrata y financiero; el segundo vizconde Rothermere, y el escritor Ian Fleming, con quien tuvo un hijo, Caspar. Asimismo, tuvo aventuras con dos políticos del Partido Laborista: Roy Jenkins y Hugh Gaitskell.